# 图图阿拉县
图图阿拉县是东帝汶民主共和国劳滕区的一个县，该县面积199.9平方公里，2015年行政區劃改革前，图图阿拉县面积为310.36平方公里。2010年人口普查时人口为3836，县治位于图图阿拉。